# Lutten
Lutten est un village dans la commune néerlandaise de Hardenberg, dans la province d'Overijssel. Le 1er janvier 2006, le village comptait environ 2 072 habitants.

## Personnalités liées à la commune
En 2002 et 2004, le joueur de dames hollandais Ton Sijbrands a battu à Lutten le record du monde du plus grand nombre d'adversaires dans une partie simultanée à l'aveugle.